# Christine Schwanecke
Christine Schwanecke ist eine deutsche Anglistin und Literaturwissenschaftlerin. An der Universität Graz ist sie seit 2021 Universitätsprofessorin für Englische Literatur- und Kulturwissenschaft.

## Leben
Sie studierte von 2001 bis 2007 Germanistik, Anglistik und Geschichte an der Ruprecht-Karls-Universität Heidelberg und an der Queen Mary University of London (Erasmus-Stipendium). Von 2012 bis 2015 war sie wissenschaftliche Mitarbeiterin an der Justus-Liebig-Universität Gießen und übernahm die Forschungskoordination am Internationalen Promotionsprogramm Literatur- und Kulturwissenschaften (IPP) am Gießener Graduiertenzentrum für Kulturwissenschaften (GGK). Sie war Postdoktorandin am International Graduate Centre for the Study of Culture (GCSC). Im Jahr 2015 besuchte sie als Academic Visitor die Faculty of English Language and Literature der University of Oxford. Nach der Promotion 2012 im Fach Englische Philologie an der Ruprecht-Karls-Universität Heidelberg war sie von 2016 bis 2021 Juniorprofessorin für Anglistische Literatur- und Kulturwissenschaft an der Universität Mannheim. 2019 erhielt sie die Lehrbefugnis im Fach Englische Literatur- und Kulturwissenschaft an der Justus-Liebig-Universität Gießen. Neben ihrer Professur ist sie seit Juli 2023 ebenfalls interimistische Leiterin des Zentrums für Kulturwissenschaften an der Universität Graz.
Ihre Forschungsschwerpunkte sind Englisches Drama von der frühen Neuzeit bis zur Gegenwart, Gender Studies, Intermedialität, Literatur- und Genretheorie im Allgemeinen und Narratologie in transgenerischer und kulturwissenschaftlicher Ausrichtung.

## Schriften (Auswahl)

### Monographien
- Intermedial storytelling: thematisation, imitation and incorporation of photography in English and American fiction at the turn of the 21st century, Wissenschaftlicher Verlag Trier, Trier, 2012. ISBN 978-3-86821-395-9.
- A narratology of drama: dramatic storytelling in theory, history, and culture from the Renaissance to the twenty-first century, De Gruyter, Berlin 2022. ISBN 978-3-11-072137-9.

### Herausgeberschaften
- mit Michael Basseler, Ansgar Nünning: The cultural dynamics of generic change in contemporary fiction : theoretical frameworks, genres and model interpretations, Wissenschaftlicher Verlag Trier, Trier, 2014. ISBN 978-3-86821-491-8.
- mit Nora Berning, Philipp Schulte: Experiencing space – spacing experience: concepts, practices, and materialities, Wissenschaftlicher Verlag Trier, Trier, 2014. ISBN 978-3-86821-572-4.
- mit Nora Berning, Ansgar Nünning: Reframing concepts in literary and cultural studies : theorizing and analyzing conceptual transfers, Wissenschaftlicher Verlag Trier, Trier, 2014. ISBN 978-3-86821-563-2.
- mit Vera Nünning, Corinna Assmann, Jan Rupp: The transformative power of literature and narrative. Promoting positive change. A conceptual volume in honour of Vera Nünning, Narr Francke Attempto, Tübingen, 2023. ISBN 978-3-8233-8573-8.

## Auszeichnungen
- 2014: Aufnahme in das Mentoring-Programm ProProfessur für „hochqualifizierte Wissenschaftlerinnen auf dem Weg zur Professur“
- 2013: Ruprecht-Karls-Preis der Stiftung Universität Heidelberg, Dissertationspreis für „junge Nachwuchswissenschaftler der Universität Heidelberg, die eine herausragende Forschungsleistung erbracht haben“
- 2009: Erhalt eines Promotionsstipendiums der Studienstiftung des deutschen Volkes